# Algerisk dinar
Algerisk dinar (DA - Dinar algérien) är den valuta som används i Algeriet i Afrika. Valutakoden är DZD. 1 Dinar = 100 centimes.
Valutan infördes 1964 och ersatte den algeriska francen. Sedlarna hade tidigare text på arabiska och franska, men i november 2022 utgavs en sedel med valören 2000 DZD med text på arabiska och engelska.

## Användning
Valutan ges ut av Banque d'Algerie  - Bd'A som grundades år 1862 och  ombildades år 1986. Banken har huvudkontor i Alger.

## Valörer
- mynt: ¼ (används ej), ½ (används ej), 1 (används ej), 2 (används ej), 5, 10, 20, 50, 100 och 200 Dinar
- underenhet: används ej, tidigare centimes
- sedlar: 500, 1000 och 2000[1] DZD